# Contadero (ort i Colombia, Nariño, lat 0,91, long -77,55)
Contadero är en ort i Colombia.   Den ligger i departementet Nariño, i den sydvästra delen av landet, 600 km sydväst om huvudstaden Bogotá. Contadero ligger 2 572 meter över havet och antalet invånare är 1 603.
Terrängen runt Contadero är huvudsakligen kuperad, men österut är den bergig. Contadero ligger nere i en dal. Runt Contadero är det ganska tätbefolkat, med 52 invånare per kvadratkilometer. Närmaste större samhälle är Ipiales, 14,2 km sydväst om Contadero. I omgivningarna runt Contadero växer i huvudsak städsegrön lövskog.